# Come Dancing (televisieserie)
Come Dancing was een Brits televisieprogramma van de BBC rond ballroomdansen, waarvan meerdere series uitgezonden werden op BBC One van 1950 tot 1998. In tegenstelling tot het latere dansprogramma, Strictly Come Dancing, waren de deelnemers noch beroemdheden noch professionele dansers.

## Format
Het programma werd in 1949 bedacht door Eric Morley, de oprichter van Miss World,. De eerste uitzendingen vonden plaats vanuit regionale balzalen, waarbij professionele dansers Syd Perkin en Edna Duffield de verschillende dansstijlen aanleerden aan de kijkers thuis. Het oorspronkelijke format was gebaseerd op een afvallingsrace met teams uit verschillende regio's van het Verenigd Koninkrijk, zoals East Anglia of Zuidwest-Engeland.
In 1953 veranderde het format in een competitie, met dansers uit de vier constituerende landen van het Verenigd Koninkrijk (Engeland, Noord-Ierland, Schotland en Wales), waarbij in latere series regio's van het Verenigd Koninkrijk het tegen elkaar opnamen voor de felbegeerde trofee.

## Uitzendingen
In 1950 vormde Come Dancing een tandem met Television Dancing Club. De twee programma's werden om de week uitgezonden tot 1964, toen het laatstgenoemde programma stopte. Op het hoogtepunt, eind jaren zestig en zeventig, trok Come Dancing zo'n tien miljoen kijkers. De laatste reguliere serie werd uitgezonden in 1995, gevolgd door International Come Dancing-specials in 1996 en 1998. De laatste aflevering, een 50-jarig jubileumspecial, werd gepresenteerd door Rosemarie Ford en uitgezonden op BBC One vanuit de Royal Albert Hall in Londen op 29 december 1998.
In 2023 begon BBC Four met het herhalen van afleveringen van de show uit de jaren zeventig. De volledige serie uit 1979 was in januari en februari te zien op BBC Four, samen met een aflevering uit 1977 en de grote finale uit 1974. Als onderdeel van een feestavond ter ere van de 80e verjaardag van voormalig Come Dancing-presentatrice Angela Rippon, herhaalde de zender op 12 oktober 2024 de grote finale uit 1990 waarin toekomstig Strictly Come Dancing-hoofdjurylid Len Goodman deel uitmaakte van de jury.

## Presentatie
De eerste presentator in 1950 was Peter Dimmock, die werd bijgestaan door Leslie Mitchell als ceremoniemeester. In de loop der jaren kende het programma veel presentatoren, waaronder Sylvia Peters, Peter West (1957 tot 1972), McDonald Hobley, Charles Nove, Terry Wogan, Brian Johnston, Peter Marshall, Angela Rippon, Frank Bough, Michael Aspel, David Jacobs, Judith Chalmers, Pete Murray en Rosemarie Ford. Commentatoren waren onder meer Ray Moore, Bruce Hammal en Charles Nove.

## Revival
Naar aanleiding van de hernieuwde interesse in ballroomdansen in het Verenigd Koninkrijk na de Australische film Strictly Ballroom uit 1992, werd in 2004 een vernieuwde versie van het programma gelanceerd op BBC One getiteld Strictly Come Dancing, waarin een professionele danser gekoppeld wordt aan een beroemde partner. Dit werd een populair en druk bekeken programma op zaterdagavond. Strictly Come Dancing werd oorspronkelijk gepresenteerd door Bruce Forsyth en Tess Daly, bijgestaan door Claudia Winkleman. Na het vertrek van Forsyth in 2014 werd Winkleman gepromoveerd tot fulltime presentatrice. De titel is een samensmelting van de titels Come Dancing en de film Strictly Ballroom. Het format van de nieuwere show is een internationaal succes geworden en werd geëxporteerd naar veel andere landen onder de naam Dancing with the Stars of soortgelijke namen in lokale talen, zoals bijvoorbeeld Sterren op de dansvloer in Vlaanderen.